# Дертсерф

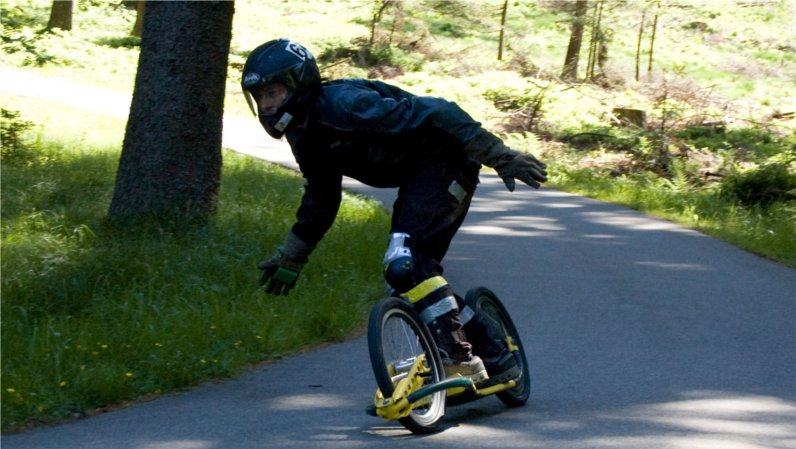
Дертсерфер

Дертсерф (англ. dirtsurf, букв. «Приземлений, серф по землі»), також знаний як ін-лайн борд (англ. in-line board, букв. «дошка в лінію») — спортивний снаряд, призначений для швидкісного спуску зі схилів і гір, катання зі кайтом або кайтвінгом, а також виконання різних стрибків і трюків. Можлива установка віндсерфінг-вітрила. Катання можливе по будь-якій поверхні: від асфальтованих доріг гірських серпантинів до непідготовлених трав'яних або ґрунтових схилів.
Ін-лайн борд є комбінованою конструкцією, що складається з передньої та задньої рами з встановленими в них колесами велосипедного типу, основи — дека, на яку встановлені кріплення для ніг. Моделі GP16 і GP20 не мали пружної деки, а базувалися на цільній рамі. Переднє колесо ін-лайн борда закріплено в спеціальному самопозиціонованому підвісі (вилці) і здатне повертати при нахилі снаряда. Заднє колесо забезпечено дисковим гальмом (іноді — V-гальмом). Гальмування здійснюється шляхом натискання гомілкою задньої ноги на спеціальну гальмівну планку. Деякі моделі мають систему автоматичного гальмування при падінні райдера.

## Історія
Дошка була розроблена в Австралії у 2001 р. Гремом Атті (Graeme Attey). Грем — завзятий серфер і професіонал в мотокросі. Дертсерф отримав іноземний патент і випускався тільки компанією Грема (виробничі потужності розташовані в Китаї).
Наразі дошки виробляються компанією Dirtsurfer Canada.
Запатентований торговий знак Dirtsurfer став загальною назвою для всіх подібних пристроїв (правильна назва ін-лайн борд вживається значно рідше).
Перша дошка з позначкою GP (general purpose — загального призначення) мала цільну алюмінієву раму в трьох колірних варіантах: чорний, червоний і синій. Гальмо на задньому колесі в перших випусках було відсутнє. Наступна модель GP-X була випущена з рамою із сріблястого анодованого алюмінію.
У 2003 році виробник представив гнучку деку з композитних матеріалів, що дозволило дошці ефективно гасити вібрації і краще триматися в стрибках і трюках.
У 2006 році були випущені дві нові моделі: FS (фристайл) з укороченою декою і 16-дюймовими колесами та DH (даунхіл) з декою стандартного розміру і колесами 20 дюймів.
Для довідки: dirtsurfer inline board визнаний найшвидшою дошкою з усіх, що беруть участь у Міжнародних гравітаційних Іграх (IGSA).

## Типи дощок
Дошка FS (фристайл) вийшла в серійне виробництво в 2006 р. Рама FS коротша і легша від DH, колеса 16 дм. Дошка прекрасно підходить для райдерів з невеликою вагою і для любителів стрибків і трюків.
Дошка має деку з термофібра. Такі деки з 2018 року встановлюються і на FS і на DH. Деки виробляються в Австралії. Нова дека набагато міцніша від попередніх моделей. І при цьому має поліпшені амортизаційні і пружні характеристики. Нова алюмінієва гальмівна планка сконструйована з урахуванням побажань райдерів. Це навіть не планка, а скоріше дуга. Можливо два варіанти установки дуги — для розслабленого катання і для агресивного катання. І тепер райдери з маленьким зростом теж можуть гальмувати без проблем.
Гальмо на задньому колесі дискове ADC-4.5.
Нові петлі для ніг з 2006 р. випускаються у двох модифікаціях. Standart в півтора раза ширше моделей 2005 року. Deluxe вдвічі ширше моделей 2005 року і фіксуються сталевою пластиною. З новими петлями дошка добре контролюється як на схилі, так і в стрибку.
Дошка пофарбована в Gunmetal Grey color (збройовий метал).
Вага дошки 7 кг.
Дошка DH (даунхіл) розроблялася останні три роки. За основу була взята дошка FlexiPro. Та ж ростовка і ті ж колеса по 20 дм. Ця дошка більш орієнтована на швидкісний спуск. Має деку стандартного розміру, а внаслідок більшої, ніж у FS, маси має кращу стабільність на високих швидкостях.
Інші характеристики аналогічні моделі FS.
Дошка пофарбована в яскраво-жовтий колір.
Вага дошки 10 кг.

## Техніка катання
На відміну від скейта, фріборда і маунтінборда, райдер на дертсерфі взаємодіє з опорною поверхнею без участі підвісок. Це дає певні переваги в управлінні дошкою на високій швидкості, відсутність паразитних коливань снаряда. За відгуками райдерів, саме дертсерф дає відчуття «польоту» над поверхнею, аналогічне сноуборду.
Практично, на дертсерфі можна кататися по будь-якій рівній поверхні як на скейті. Тільки толчкова нога при цьому передня, а не задня. Після досвіду катання на скейті перший час дуже незвично. Але це справа практики. Люди з невеликим досвідом розганяються до 25-30 км/год.
Але якщо у вас є поруч гірка — можна спробувати свої сили в даунхілі. Дошка розганяється дуже швидко і завдяки продуманій геометрії управляється дуже легко. Дошка впевнено контролюється на великих швидкостях в 50-70 км/год. Розганялися й до 100 км/год. Рекорд швидкості на дертсерфі становить 145 км/год. Встановлено німецьким райдером Ніхатом, чемпіоном світу 2004 р. версії IGSA.
До недоліків дертсерфа відноситься неможливість кататися задом наперед (в «світчі»).